# Hasan Tahsin Mayatepek
Hasan Tahsin Mayatepek is een Turkse diplomaat die tussen 31 maart 1935 en 7 maart 1938 de tweede ambassadeur van de net daarvoor gestichte Republiek Turkije in Mexico was. Gedurende zijn termijn deed Hasan Tahsin veel onderzoek naar de Mexicaanse geschiedenis, in het bijzonder de Azteekse en Mayaanse historie van het Noord-Amerikaanse land. Zakenman en diplomaat Osman Mayatepek is de kleinzoon van Hasan Tahsin Mayatepek.

## Carrière
Mayatepek schreef al sinds 1932 over de beschaving van de Maya, toen hij door Atatürk voor drie jaar naar Mexico werd gestuurd als de nieuwe ambassadeur in 1935. Op verzoek van Atatürk zette hij zijn onderzoek voort en richtte zich vooral op de overeenkomsten tussen de Turkse taal en de taal van de Maya. Toen hij erachter kwam dat het Maya-woord voor 'heuvel' ('tepek') grote vergelijkenissen vertoonde met het Turkse equivalent ('tepe'), schreef hij een baanbrekend rapport hierover waarmee de Turkse president Atatürk begon te geloven in een gemeenschappelijk voorouder van zowel de Mexicaanse Maya, als de Centraalaziatische Turken. Als beloning kreeg Hasan Tahsin, de achternaam 'Mayatepek' van Atatürk (oftewel 'De Maya-heuvel'). Mayatepek legde de basis voor de Mexicaans-Turkse betrekkingen en had een grote invloed in het Turks perspectief van Mexico. Na veertien rapporten begon Mayatepek ook steeds meer andere Noord-Amerikaanse inheemse talen te bestuderen en kwam tot de conclusie dat Maya, Inca, Azteken een gemeenschappelijke oertaal hadden waaruit ook Centraalaziatische talen zoals het Turks uit voortkwamen. Atatürk vond deze theorie echter te overhaast en verdachtte Mayatepek ervan om gekleurde rapporten te sturen om Atatürk naar de mond te praten. Hiermee raakte Mayatepek in ongenade en werd hij teruggeroepen uit Mexico. Tot 29 september 1947 werd er geen nieuwe ambassadeur naar Mexico gestuurd.